# Otto von Dieskau (Bergrat)
Otto von Dieskau, zeitgenössisch meist Otto von Dießkau, († 22. Juli 1597) war ein kursächsischer Kammer- und Bergrat sowie Rittergutsbesitzer.

## Leben
Otto war Angehöriger des sächsischen Adelsgeschlechts von Dieskau und war der Sohn von Otto von Dieskau (d. Ä.) und Magdalena geborene von Techwitz. Sein Vater starb an den Verletzungen, die er in der Schlacht bei Sievershausen 1553 erlitten hatte. Dadurch gelangte Otto frühzeitig in den Besitz der beiden Rittergüter Finsterwalde und Glesien. Letzteres Gut musste er sich mit seinem Bruder Hans teilen, kaufte es ihm später jedoch ab. Auf dem Schloss Finsterwalde nahm er mehrere Um- und Erweiterungsbauten vor. Als er starb, hinterließ er die drei minderjährigen Söhne Otto, Rudolph und Dietrich von Dieskau.